# Демогоблин
Демогоблин (на английски: Demogoblin) е измислен персонаж на Марвел Комикс. Първата му поява е като Хобгоблин в Web of Spider-man#86 през март 1992 година и като безимен демон в Spectacular Spider-man#147. В първата си поява е използвано алтер егото на Джейсън Масендейл, който се е превъплъщавал в Хобгоблин.